# Subversion
SVN je sistem za kontrolu verzija, slobodne licence i otvorenog koda. SVN upravlja datotekama i direktorijumima i njihovim različitim verzijama. Glavna struktura datoteka se nalazi u repozitorijumu (ostavi). Repozitorijum skoro po svemu podsjeća na obični server, izuzev što ima sposobnost da pamti sve promjene, ikada napravljene u datotekama i direktorijumima. Time je omogućeno vraćanje njihovih starih revizija, ili pregledanje istorije izmjena u podacima. Iz tog razloga, mnogi ljudi nazivaju sistem za kontrolu verzija „vremenskom mašinom“.
Subversion je razvijen sa ciljem da bude moderna zamjena za raniji sistem iste namjene, CVS, u kojem je učestvovalo istih nekoliko autora. Licenciran je pod licencom u stilu Apačeve/BSD licence, a koju mnogi kritikuju zbog nekompatibilnosti sa verzijom 2 GPL licence. Međutim, očekuje se da će nadolazeća verzija 3 GPL licence riješiti i te probleme.

## Literatura
- FitzPatrick, Brian T.; C. Michael Pilato; Ben Collins-Sussman (2004). Version control with Subversion. O'Reilly Media. ISBN 978-0-596-00448-4. (ogledalo)
- Garrett Rooney (2004). Practical Subversion (1st изд.). Apress. ISBN 978-1-59059-290-8.
- Mason, Mike (2005). Pragmatic Version Control Using Subversion (1st изд.). Pragmatic Bookshelf. ISBN 978-0-9745140-6-2.
- Nagel, William (2005). Subversion Version Control: Using the Subversion Version Control System in Development Projects (1st изд.). Prentice Hall Professional Technical Reference. ISBN 978-0-13-185518-2.
- Dispelling Subversion FUD by Ben Collins-Sussman (Subversion developer), as of 2004-12-21